# Heidi Weber (Schönheitskönigin)
Heidemarie Renate „Heidi“ Weber, verheiratete Heidi Loipold (* um 1948 in Augsburg) ist eine ehemalige deutsche Schönheitskönigin sowie Fotomodell. In ihrer Jugend war sie begeisterte Synchronschwimmerin (Bayrische Meisterin 1964 und Deutsche Jugendmeisterin 1965).
1972 wurde die Miss Bayern ohne Endausscheidung zur Miss Germany ernannt.
Am 29. Juli 1972 erreichte sie bei der Miss Universe in Dorado (Puerto Rico) das Halbfinale und nahm Anfang Dezember des gleichen Jahres in London an der Miss World teil.
Heidi Weber ist verheiratet, heißt heute Heidi Loipold und lebt in Salzburg. Seit mehr als 20 Jahren gestaltet sie Wassergymnastik-Kurse rund um Baiersbronn, Obervellach und Salzburg und hat ein Buch zum Thema veröffentlicht.

## Werke
- Heidi Loipold: Fit durch Wassergymnastik. Kneipp-Verlag, Leoben-Wien, 2003. ISBN 3-902191-34-1